# James Gall (hockey sur gazon)
Pour les articles homonymes, voir James Gall et Gall.
James Gall né le 20 mai 1995 à Frimley, est un joueur de hockey sur gazon anglais et britannique. Il évolue au poste de milieu de terrain au Surbiton HC et avec les équipes nationales anglaise et britannique,.

## Carrière

### Coupe du monde
- Top 8 : 2018

### Championnat d'Europe
- Top 8 : 2019

### Jeux olympiques
- Top 8 : 2020